# خوزه خاویر اومبرادوس
خوزه خاویر اومبرادوس (اسپانیایی: José Javier Hombrados‎؛ زادهٔ ۷ آوریل ۱۹۷۲) بازیکن هندبال اهل اسپانیا بود.